# 邯常铁路
邯常铁路是河北省邯郸市的一条地方铁路，西起邯郸市，东至大名县常马庄村。全长76公里，轨距76.2厘米。现路经行邯郸东部平原6县。后陆续分支出辛成铁路、岸上铁路、广馆铁路、肥曲铁路等，形成了地方铁路网。正、支线总长155公里。共有车站20个。运营方为邯郸地方铁路管理处。2002年，铁路营运业务全部停止。

## 历史
邯常铁路分两期建成：
- 第一期：从邯郸市经肥乡县、广平县到魏县的东风渠大闸处，全长66公里，1960年10月5日动工，12月5日建成通车
- 第二期：从魏县的东风渠大闸处到大名县常马庄村，全长10公里，1963年12月动工，1964年1月建成通车。

1960年成立邯郸地方铁路管理处。2005年邯郸市地方铁路管理局更名为河北乾政铁路集团有限公司。